# 沖縄総合事務局
沖縄総合事務局（おきなわそうごうじむきょく、英: Okinawa General Bureau）は、沖縄県の本土復帰と同時に、沖縄の復興・開発を効率的に進めるために作られた国の出先機関で、2001年（平成13年）1月6日の省庁再編により、内閣府の地方支分部局として再編された。新聞などでは総事局または沖総局などと略される。
2008年（平成20年）3月24日に、那覇市おもろまち二丁目の那覇第2地方合同庁舎2号館へ庁舎を新築・移転した。
令和5年度末の定員は874人。

## 主な仕事
- 振興開発計画の作成及び推進に関する仕事（総務部所管）
- 沖縄における経済の振興及び社会の開発に関する仕事（総務部所管）
- 公正取引委員会事務総局の各地方にある事務所の仕事（総務部所管）
- 財務省の各地方にある財務局の仕事（財務部所管）
- 農林水産省の各地方にある地方農政局の仕事（農林水産部所管）
- 農林水産省の林野庁の各地方にある森林管理局の民有林に関する仕事（農林水産部所管）
- 農林水産省の水産庁の各地方にある漁業調整事務所の仕事（農林水産部所管）
- 経済産業省の各地方にある経済産業局の仕事（経済産業部所管）
- 国土交通省の各地方にある地方整備局の仕事（開発建設部所管）
- 国土交通省の各地方にある地方運輸局の仕事（運輸部所管）
  - ここで交付される自動車のナンバープレートは「沖縄」になる。
- 沖縄の復帰に伴い政府において特別の措置を要する事項に関する仕事（総務部所管）

## 沿革

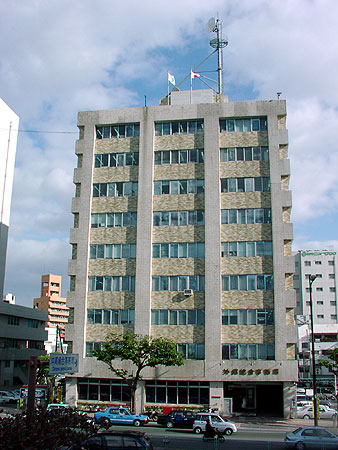
那覇市前島にあった旧庁舎

- 1972年（昭和47年）5月15日 - 沖縄県の本土復帰に伴い、沖縄・北方対策庁が廃止され沖縄の復興の推進などをする沖縄開発庁の地方支分部局として沖縄総合事務局が設置される。
- 2001年（平成13年）1月6日 - 中央省庁等改革により沖縄開発庁は内閣府に統合させる。それにより内閣府沖縄総合事務局となる。この時点の所在地は、沖縄県那覇市前島2丁目21番7号。
- 2008年（平成20年）3月24日 - 那覇市おもろまち二丁目（那覇新都心）の那覇第2地方合同庁舎2号館へ移転。

## 組織
- 沖縄総合事務局
  - 局長
  - 次長（総務等担当）
  - 次長（開発建設担当）
- 総務部
  - 総務調整官
  - 総務課
  - 人事課
  - 会計課
  - 企画調整課
  - 防災・危機管理課
  - 跡地利用対策課
  - 公正取引課
  - 市町村施策支援推進官
  - 調査官
  - 監査官
  - 情報管理官
  - 庁舎管理官
  - 安心・安全対策推進官
- 財務部
  - 総務調整官
  - 証券取引等監視官
  - 財務課
  - 理財課
  - 検査課
  - 金融監督課
  - 管財総括課
  - 統括国有財産管理官
- 農林水産部
  - 総務調整官
  - 首席企画指導官
  - 農政課
  - 経営課
  - 農村振興課
  - 生産振興課
  - 統計調査課
  - 消費・安全課
  - 食料産業課
  - 林務水産課
- 経済産業部
  - 政策課
  - 企画振興課
  - 地域経済課
  - 商務通商課
  - 中小企業課
  - 環境資源課
  - エネルギー・燃料課
  - 経済産業危機管理対策官
- 運輸部
  - 総務運航課
  - 企画室
  - 観光課
  - 船舶船員課
  - 陸上交通課
  - 監査指導課
  - 車両安全課
  - 海事振興・防災危機管理調整官
  - 海事保安・事故対策調整官
  - 首席運航労務監理官
  - 首席海事技術専門官
  - 首席海技試験官
  - 首席外国船舶監督官
- 開発建設部
  - 企画調整官
  - 総務調整官
  - 技術企画官
  - 管理課
  - 用地課
  - 防災課
  - 情報通信技術室
  - 技術管理課
  - 港湾計画課
  - 港湾建設課
  - 空港整備課
  - 港湾空港防災・危機管理課
  - 建設行政課
  - 建設産業・地方整備課
  - 河川課
  - 道路建設課
  - 道路管理課
  - 建設工務課
  - 営繕課
  - 営繕監督保全室
  - 営繕調査官
  - 技術管理官
  - 港湾空港指導官
  - 公園・まちづくり調整官
  - 港湾空港情報管理官
  - 主任監査官
  - 監査官
  - 適正業務管理官
  - 総括技術検査指導官
  - 低潮線保全官
  - 品質確保対策官
  - 収用認定調整官
  - 官庁施設防災対策官
- 事務所
  - 財務部所管
    - 宮古財務出張所（宮古島市：平良地方合同庁舎）
    - 八重山財務出張所（石垣市：石垣地方合同庁舎）

  - 農林水産部所管
    - 那覇農林水産センター（本局と同一庁舎内）
    - 名護農林水産センター（名護市：名護地方合同庁舎）
    - 宮古島農林水産センター（宮古島市：平良地方合同庁舎）
    - 石垣農林水産センター（石垣市：石垣地方合同庁舎）
    - 土地改良総合事務所（豊見城市）
    - 宮古伊良部農業水利事業所（宮古島市）
    - 石垣島農業水利事業所（石垣市）

  - 開発建設部所管
    - 北部ダム統合管理事務所（名護市）
    - 南部国道事務所（那覇市：那覇第2地方合同庁舎3号館）
    - 北部国道事務所（名護市）
    - 那覇港湾・空港整備事務所（那覇市：那覇港湾合同庁舎）
    - 平良港湾事務所（宮古島市）
    - 石垣港湾事務所（石垣市）
    - 国営沖縄記念公園事務所（国頭郡本部町）

  - 運輸部所管
    - 陸運事務所（浦添市）- 以下の運輸事務所管轄を除く陸運。同地域の海事は本局運輸部の海事各課直轄。
    - 宮古運輸事務所（宮古島市） - 宮古島市、宮古郡の陸運・海事
    - 八重山運輸事務所（石垣市） - 石垣市、八重山郡の陸運・海事
- 審議会等
  - 沖縄位置境界明確化審議会
  - 国有財産沖縄地方審議会
  - 沖縄地方交通審議会

### 組織の沿革
- 2006年（平成18年）4月1日：陸運事務所宮古支所および八重山支所が、宮古海運事務所および八重山海運事務所にそれぞれ統合され、運輸部の出先機関として宮古運輸事務所および八重山運輸事務所に再編される。
- 2007年（平成19年）4月1日：総務部会計課庁舎管理室を廃止し、総務部庁舎管理官を設置。開発建設部防災対策官を廃止し、開発建設部防災課を設置。開発建設部流域調整室を流域調整課に改称。開発建設部防災・情報システム室を情報システム室に改編。羽地大川農業水利事業所を廃止。
- 2008年（平成20年）
  - 4月1日：開発建設部港湾管理室を港湾空港防災・危機管理課へ改編。
  - 10月1日：沖縄船員地方労働委員会の廃止に伴い、運輸部総務調整官を廃止し、海事振興調整官を設置。

## 所在地
- 本局：沖縄県那覇市おもろまち二丁目1番1号　那覇第2地方合同庁舎2号館

## アクセス
- 車：国道58号　上之屋交差点右折、コープあっぷるタウン向かい
- バス：合同庁舎前バス停下車徒歩1分。（おもろまち方面向けのみ、楽市前バス停にも停車。その場合下車徒歩5分。）
  - おもろまち地区内を経由しない久茂地または牧志経由の場合、上之屋バス停下車徒歩10分程度。
  - 系統99番天久新都心線は、おもろまち三丁目バス停下車徒歩3分程度。
  - 国道330号バイパス経由の路線は、おもろまち駅前バス停下車徒歩15分程度。
- 鉄道：沖縄都市モノレール線　最寄駅 おもろまち駅徒歩約15分
- 船：那覇港（泊ふ頭）が最寄り。

## 参考
参考までに、以下に沖縄総合事務局に事務を分掌せず、各省庁の地方出先機関（施設等機関、地方支分部局など）として独自に設けられているものを挙げる。（部局名）内は上位組織に相当する支分部局。
| 所管省     | 機関名                                          | 本省所管部局または所管外庁               |
| ---------- | ----------------------------------------------- | ---------------------------------------- |
| 人事院     | 人事院沖縄事務所                                |                                          |
| 警察庁     | 九州管区警察局沖縄県情報通信部                  | 本庁情報通信局（九州管区警察局）         |
| 総務省     | 沖縄行政評価事務所                              | 本省行政評価局                           |
| 総務省     | 沖縄総合通信事務所                              | 本省通信関係部局                         |
| 法務省     | 福岡高等検察庁那覇支部                          | 検察庁（最高検察庁）                     |
| 法務省     | 那覇地方検察庁                                  | 検察庁（福岡高等検察庁）                 |
| 法務省     | 那覇地方法務局                                  | （福岡法務局）                           |
| 法務省     | 福岡出入国在留管理局那覇支局                    | 出入国在留管理庁（福岡出入国在留管理局） |
| 法務省     | 九州地方更生保護委員会那覇分室                  | 本省保護局（九州地方更生保護委員会）     |
| 法務省     | 那覇保護観察所                                  | 本省保護局                               |
| 法務省     | 那覇公安調査事務所                              | 公安調査庁（九州公安調査局）             |
| 外務省     | 外務省沖縄事務所                                | 本省大臣官房総務課                       |
| 財務省     | 沖縄地区税関                                    | 本省関税局                               |
| 財務省     | 沖縄国税事務所                                  | 国税庁                                   |
| 財務省     | 国税不服審判所沖縄事務所                        | 国税不服審判所                           |
| 厚生労働省 | 那覇検疫所                                      | 本省健康局                               |
| 厚生労働省 | 九州厚生局沖縄分室                              | （九州厚生局）                           |
| 厚生労働省 | 九州厚生局沖縄麻薬取締支所                      | （九州厚生局）                           |
| 厚生労働省 | 沖縄労働局                                      | 本省労働関係部局                         |
| 農林水産省 | 那覇植物防疫事務所                              | 本省消費・安全局植物防疫課               |
| 農林水産省 | 動物検疫所沖縄支所                              | 本省消費・安全局動物衛生課               |
| 農林水産省 | 沖縄森林管理署                                  | 林野庁（九州森林管理局）                 |
| 経済産業省 | 那覇産業保安監督事務所                          | 資源エネルギー庁                         |
| 国土交通省 | 大阪航空局那覇空港事務所                        | 本省航空局                               |
| 国土交通省 | 沖縄気象台                                      | 気象庁                                   |
| 国土交通省 | 第十一管区海上保安本部                          | 海上保安庁                               |
| 国土交通省 | 国土地理院沖縄支所                              | 国土地理院                               |
| 国土交通省 | 門司地方海難審判所那覇支所                      | 海難審判所（門司地方海難審判所）         |
| 環境省     | 沖縄奄美自然環境事務所 （鹿児島県の一部も管掌） | （九州地方環境事務所）                   |
| 防衛省     | 沖縄防衛局                                      |                                          |